# Grand Prix automobile de Barcelone
Le Grand Prix de Barcelone est une course automobile de Formule 2 et Formule 3 existant de 1966 à 1974.
Ce Grand Prix était organisé par le Royal Automobile Club de Catalogne.

## Palmarès

### Formule 2
| Année | Vainqueur          | Voiture          | Résultats   |
| ----- | ------------------ | ---------------- | ----------- |
| 1966  | Jack Brabham       | Brabham-Honda    | Résultats   |
| 1967  | Jim Clark          | Lotus-Cosworth   | Résultats   |
| 1968  | Jackie Stewart     | Matra-Cosworth   | Résultats   |
| 1969  | Non disputé        | Non disputé      | Non disputé |
| 1970  | Derek Bell         | Brabham-Cosworth | Résultats   |
| 1971  | Non disputé        | Non disputé      | Non disputé |
| 1974  | Hans-Joachim Stuck | March-BMW        | Résultats   |

### Formule 3
| Année | Vainqueur       | Voiture       | Résultats |
| ----- | --------------- | ------------- | --------- |
| 1966  | Mike Beckwith   | Lola-Cosworth | Résultats |
| 1967  | Henri Pescarolo | Matra-Ford    | Résultats |
| 1968  | Reine Wisell    | Tecno-Ford    | Résultats |
| 1969  | Tim Schenken    | Brabham-Ford  | Résultats |
| 1970  | Jürg Dubler     | Chevron-Ford  | Résultats |
| 1971  | Bernard Lagier  | Brabham-Ford  | Résultats |